# Mobilitätsbudget
Mobilitätsbudget ist ein Angebot für Mitarbeiter von Unternehmen, das ihnen ermöglicht, dienstlich und/oder privat veranlasste Reisen mit Verkehrsmitteln ohne persönlichen Firmenwagen und mit alternativen Verkehrsmitteln abzudecken. Statt der Bereitstellung eines bestimmten Pkw hinterlegt der Arbeitgeber für den Mitarbeiter ein entsprechendes Volumen (z. B. in Geldeinheiten, in Kilogramm CO2 oder in Streckenkilometern).

## Hintergrund
Im Allgemeinen stellen Unternehmen für den Reisebedarf bestimmter Mitarbeiter Firmenwagen bereit, die in der Regel auch privat genutzt werden können und entsprechenden gesetzlichen Versteuerungsregelungen unterliegen. Alternativ werden je nach Reiseanlass einzelne Verkehrsmittel gebucht, wie z. B. Mietwagen, Flug- oder Zugverbindungen. Die dabei anfallenden Kosten trägt oftmals das Unternehmen. Die Verkehrsmittel stehen dann aber ausschließlich für den vom Unternehmen veranlassten Reisezweck und in der Regel nicht zusätzlich zur privaten Nutzung zur Verfügung.
Einkäufer für Reiseleistungen (sogenannte Travelmanager oder Mobilitätsmanager) bestellen zunehmend Dienstleistungen, die die Vollkosten durch die Verknüpfung mehrerer Mobilitätsangebote reduzieren und administrativen Aufwand beim Abruf von Leistungen minimieren. Das Mobilitätsbudget stellt dahingehend eine zusätzliche Methode dar, Reisen von Mitarbeitern unabhängig vom gewählten Verkehrsmittel zu optimieren. Dies kann je nach Unternehmen unterschiedliche Leistungen umfassen.

## Mögliche Leistungen
Das Mobilitätsbudget bündelt einzelne Mobilitätsdienstleistungen in einem individuellen Paket, dessen Leistungsumfang und Budget je nach Reiseberechtigungsstufe des entsprechenden Unternehmens bzw. einzelnen Mitarbeiters festgelegt werden kann.
Mit dem Ziel, eine Alternative zum herkömmlichen personengebundenen Firmenwagen zu bieten, wird in der Regel ein zentraler Leistungsbaustein festgelegt, der um weitere Pakete ergänzt werden kann. Hierbei kann es sich beispielsweise um die BahnCard 100 handeln. Als Mobilitätskarte der Deutschen Bahn AG steht sie bereits für die dienstliche und private Nutzung von Fern- und Regionalverkehrsangeboten sowie Fernbusse der Deutschen Bahn in Deutschland zur Verfügung. In vielen deutschen Städten ermöglicht sie außerdem die Nutzung des lokalen Nahverkehrs zur An- und Abreise. Um die private Nutzung der über den Arbeitgeber beschafften BahnCard 100 zu ermöglichen, hat der Mitarbeiter den geldwerten Vorteil entsprechend steuerrechtlicher Regelungen abzuführen.
Als ergänzende Bausteine kommen Leistungen der sogenannten Anschlussmobilität in Betracht, wie zum Beispiel Carsharing, Mietwagen und Chauffeurservices oder Fahrradverleihsysteme. Dies soll die „Tür-zu-Tür-Mobilität“ des reisenden Mitarbeiters bei dienstlich oder auch privat veranlasster Reisetätigkeit sicherstellen.
Mobilitätsbudgets können – je nach Anbieter – auch zur freien Wahl jedes möglichen Verkehrsmittels (ÖPNV, Bahnen, Anschlussmobilitäten wie Car-, Bike- oder Scootersharing, Taxi, Mietwagen etc.) genutzt werden. Der Nutzer kann hierbei innerhalb seines Budgets die Mobilität frei wählen, die Ausgaben einreichen und über den Arbeitgeber rückerstattet bekommen. In Deutschland gibt es zudem steuerbegünstigende Regelungen für bspw. die Nutzung des Personennah- und Personenfernverkehrs.
Der Dienstleister des Mobilitätsbudgets gewährleistet den Zugang zu den bestellten Mobilitätsbausteinen (z. B. via Internetportal oder mobiler Applikation) und beantwortet spezifische Fragen der Nutzer sowie der Travelmanager. Außerdem wird die verursachergerechte Abrechnung der Budget-Verbräuche mit dem Unternehmen unter Einhaltung des Datenschutzes und Steuerrechtes sichergestellt und so die dienstliche von der privaten Nutzung abgegrenzt.

## Verbreitung
Laut einer Marktstudie aus der Schweiz boten 2013 von 105 befragten Unternehmen fünf Prozent ihren Mitarbeitern ein frei verfügbares Mobilitätsbudget an.
Belgien hat 2019 als erstes Land ein gesetzliches Mobilitätsbudget eingeführt. Angestellte erhalten dabei ein Jahresbudget und können wählen, wie sie es verwenden möchten: Sie können das Budget entweder in ein umweltfreundlicheres Auto investieren, nachhaltige Verkehrsmittel wie den ÖPNV nutzen oder sich den Restbetrag am Jahresende in bar auszahlen lassen.